# Ágreda
Ágreda est une commune espagnole située dans la province de Soria dans la communauté autonome de Castille-et-León.

## Histoire
Fondée par les Ibériens, Ágreda est à l’origine un établissement des Celtibères. Conquise et florissante sous les Romains qui la nommèrent Gracchuris en l'honneur de Gracchus, le roi Don Alphonse Ier d'Aragon la reconquête aux Arabes en 1119, et par la suite a été annexée au royaume de Castille en 1135. Durant le Moyen Âge et jusqu'au XVIe siècle, Ágreda devient une importante place militaire et politique. La ville, où ont vécu en harmonie après la reconquête chrétienne les chrétiens, les juifs et les musulmans, est d’ailleurs surnommée la « ville des trois cultures » (« La villa de las tres culturas »).

## Administration
| Mandat      | Nom                         | Parti politique |
| ----------- | --------------------------- | --------------- |
| 1979 − 1983 | Jorge Ruiz Aroz             | UCD             |
| 1983 − 1987 |                             | AEI             |
| 1987 − 1991 | Celestino Laseca Herrero    | PSOE            |
| 1991 − 2003 | María Jesús Ruiz Ruiz       | PP              |
| 2003 − 2007 | María José Omeñaca García   | PP              |
| 2007 −      | Jesús Manuel Alonso Jiménez | PSOE            |

## Monuments

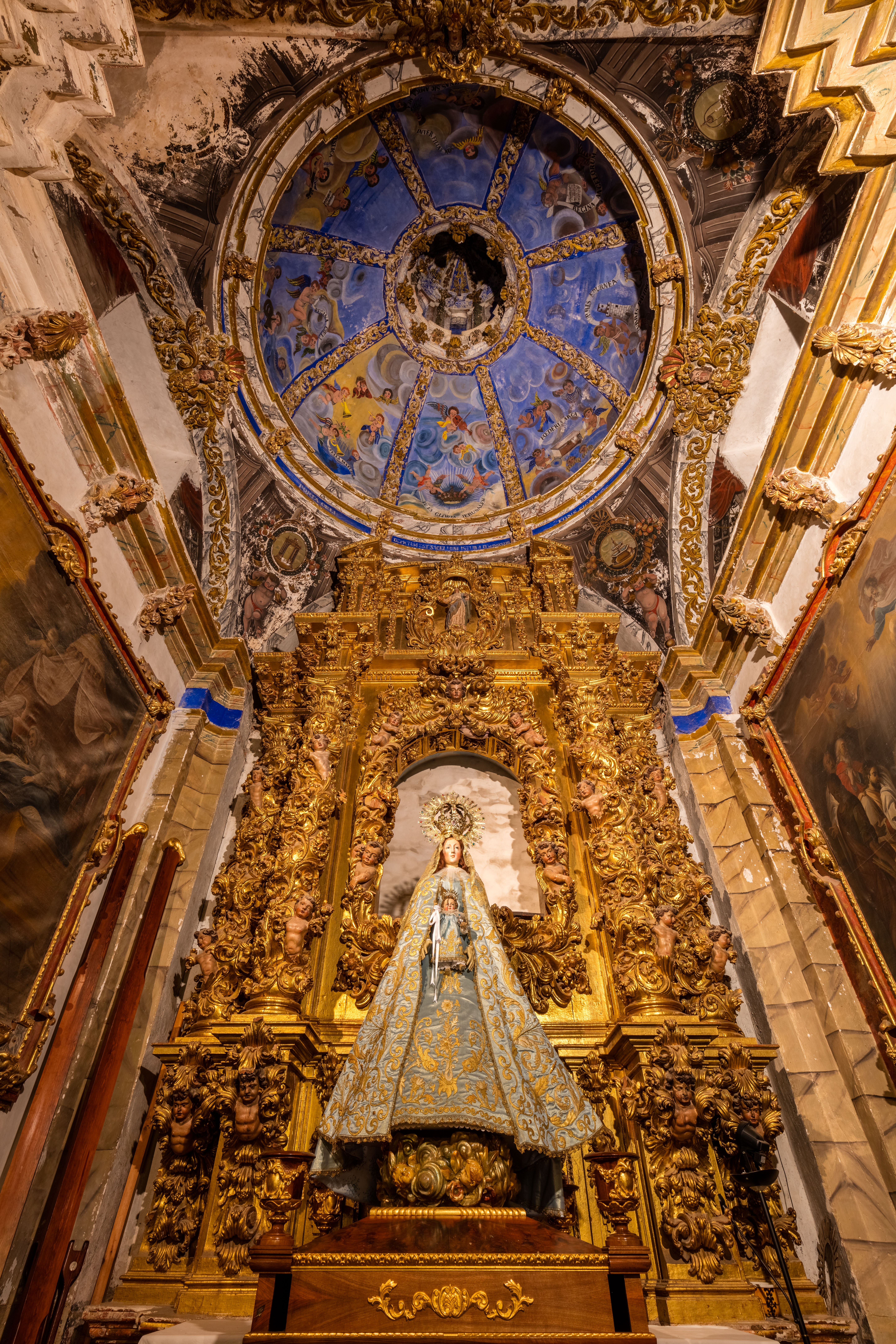
Dans l'église San Juan Bautista à Ágreda, Mars 2018.

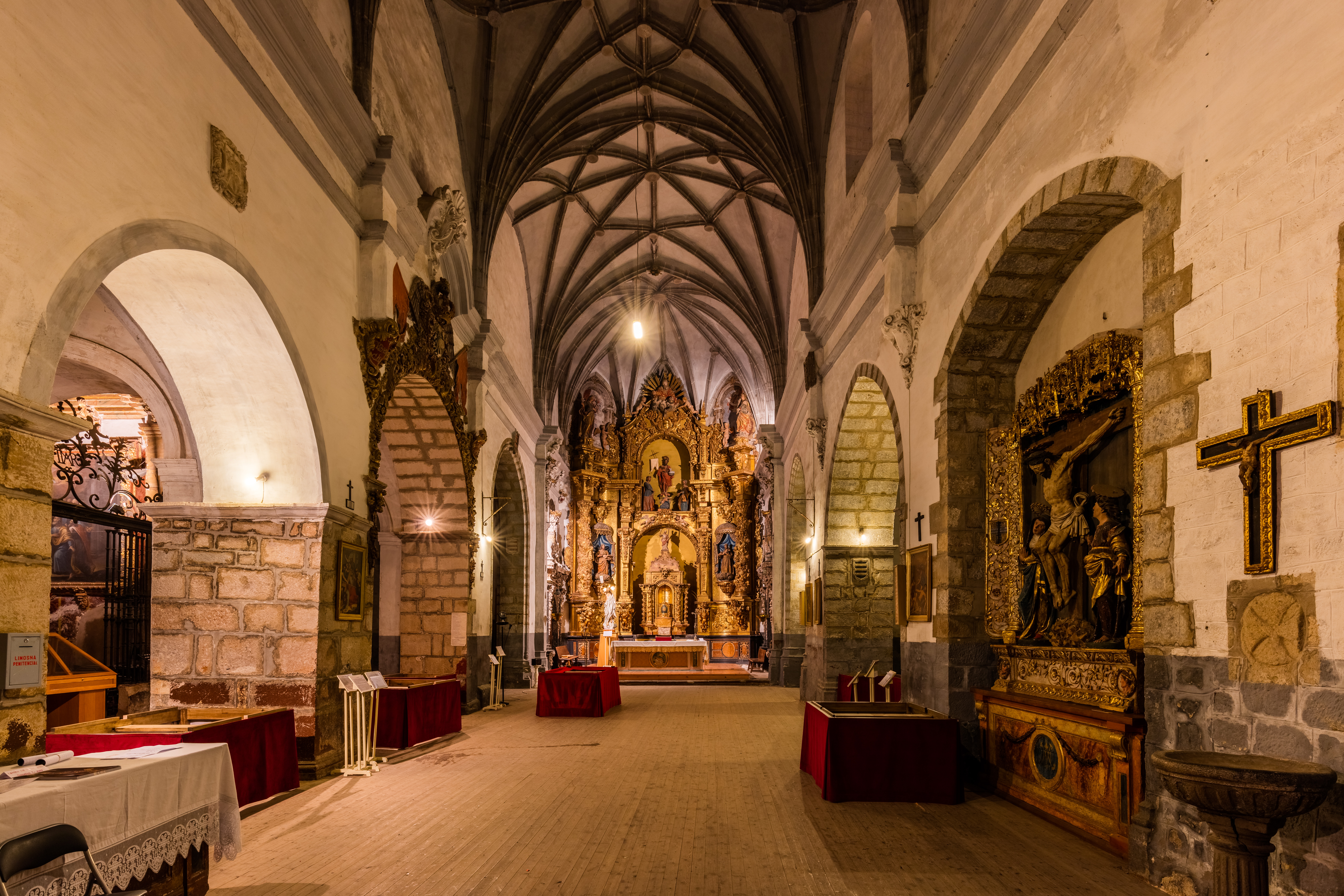
La même église, le même mois.

- Couvent de la Conception (des moniales de l'Ordre de l'Immaculée Conception)
- Muraille et quartier arabes, porte du quartier arabe
- Porte de l’Alcázar
- Miradors
- Église gothique de saint Michel (XVe siècle)
- Église romane de la Virgen de la Peña (XIIIe siècle)
- Basilique de Nuestra Señora de los Milagros (XVIe siècle)
- Palacio de los Castejones (XIIIe siècle)

## Personnalités liées
- Vénérable Marie de Jésus de Ágreda, écrivain, religieuse et conseillère de Philippe IV
- Don Bernardo Aroz Ruiz (1877-1962), prêtre, Vicaire Général de la Diocèse de Tarazona et Doyen de sa Cathédrale.
- José Aroz Pascual (1909-1986), militaire, Colonel de l'Arme d'Infanterie. Politicien, Conseiller du Conseil municipal de la ville de Saragosse et Adjoint au Maire (1967-1974).
- Luis Aroz Pascual (1912-2007), religieux de l'Institut des Frères des écoles chrétiennes (LaSalle), écrivain et chercheur dans la matière de l'histoire et l'anthropologie religieuse.
- Fermín Cacho (1969-), champion olympique du 1500 m aux Jeux de Barcelone, en 1992.